# Criquebeuf-sur-Seine
Criquebeuf-sur-Seine ist eine französische Gemeinde mit 1.537 Einwohnern (Stand: 1. Januar 2022) im Département Eure in der Region Normandie; sie gehört zum Arrondissement Les Andelys und zum Kanton Pont-de-l’Arche. Die Einwohner werden Criquebeuviens genannt.

## Geographie
Criquebeuf-sur-Seine liegt etwa 14 Kilometer südlich von Rouen an der Seine, die die Gemeinde im Norden begrenzt. Umgeben wird Criquebeuf-sur-Seine von den Nachbargemeinden Freneuse im Norden und Nordwesten, Sotteville-sous-le-Val im Norden und Nordosten, Pont-de-l’Arche im Osten, Terres de Bord im Süden sowie Martot im Westen.

## Bevölkerungsentwicklung
| Jahr                      | 1962 | 1968 | 1975 | 1982 | 1990 | 1999 | 2006 | 2013 |
| Einwohner                 | 906  | 954  | 956  | 1044 | 970  | 1036 | 1123 | 1296 |
| Quelle: Cassini und INSEE |      |      |      |      |      |      |      |      |